# Megalomys desmarestii
Espèce
Statut de conservation UICN

 EX  : Éteint
Le rat-pilori ou Rat musqué de la Martinique (Megalomys desmarestii) est un rongeur disparu endémique de l'île de la Martinique dans les Caraïbes.
Les populations de rats-pilori ont beaucoup souffert de l'introduction du Rat noir (Rattus rattus) par les colons européens jusqu'à se réfugier uniquement dans les forêts d'altitudes sur les contreforts de la montagne Pelée. L'introduction de la mangouste est la cause probable de l'extinction de l'espèce bien qu'il ait été suggéré  que l'éruption de la montagne Pelée en 1902 ait pu également jouer un rôle.